# ليونيل هيريرا روجاس
ليونيل هيريرا روجاس (بالإسبانية: Leonel Herrera Rojas)‏ (10 أكتوبر 1948 في تشيلي - ) هو مدرب كرة قدم ولاعب كرة قدم تشيلي في مركز الدفاع. لعب مع كولو-كولو ونادي أوهيجينس ويونيون إسبانيولا.

## وصلات خارجية
- ليونيل هيريرا روجاس على موقع قاعدة بيانات كرة القدم.إي يو (الإنجليزية)
- ليونيل هيريرا روجاس على موقع ناشيونال فوتبول تيمز (الإنجليزية)
- ليونيل هيريرا روجاس على موقع عالم كرة القدم.نت (الإنجليزية)